# 国道2号 (台湾)
国道2号（こくどう-にごう）は台湾の高速道路。国道1号、国道3号 福高と桃園国際空港を連絡し、桃園市を東西に横断し、桃園市北部の八徳区、桃園区、大園区を連絡する主要交通網を形成している。近年空港への輸送量が増加し、また桃園地区の開発が急速に進んだため、全線で道路拡張工事が実施されている。国道2号は高速道路1号機場ジャンクションから桃園空港までは高速道路1号機の支線とされ、行政呼称は国道1号甲線とされていたが、桃園環線部分が完成し、空港支線と連絡された後に国道2号と改編され現在に至っている。制限速度は全線が100km/h。

## 歴史
| 年     | 月日     | 事跡                                                                   |
| ------ | -------- | ---------------------------------------------------------------------- |
| 1980年 | 11月     | 空港支線が開通                                                         |
| 1997年 | 8月      | 鶯歌JCTから空港JCT間供用開始。制限速度は90km/h                         |
| 2003年 | 4月      | 空港JCT以東の制限速度を100km/hに変更                                   |
| 2006年 | 1月23日  | 大竹IC供用開始                                                         |
| 2009年 | 3月      | 全線車線増設工事実施                                                   |
| 2010年 | 4月20日  | 大園IC-大竹IC間の車線増設工事完成。4車線→8車線                         |
| 2011年 | 4月10日  | 大竹IC-空港JCT間の車線増設工事完成。4車線→8車線                        |
| 2011年 | 8月17日  | 空港端-大園IC間の車線増設工事完成。4車線→8車線                         |
| 2011年 | 12月13日 | 空港JCT-南桃園IC間の車線増設工事完成。4車線→6車線                      |
| 2012年 | 4月14日  | 南桃園IC-大湳IC間の車線増設工事完成。4車線→6車線                       |
| 2012年 | 5月31日  | 大湳IC-鶯歌JCT間の車線増設工事完成。4車線→6車線 全線車線増設工事完成。 |
| 2012年 | 4月14日  | 大園IC-空港JCT間の制限速度を100km/hに変更                              |

## インターチェンジなど
| 距離 | 種類 | 施設名   | 接続路線名      | 備考                   | 所在地 | 所在地 |
| ---- | ---- | -------- | --------------- | ---------------------- | ------ | ------ |
| 0    | JCT  | 空港端   | 国道2号甲線     | 台湾桃園国際空港に接続 | 桃園市 | 大園区 |
| 0.9  | IC   | 大園IC   | 県道110号線     |                        | 桃園市 | 大園区 |
| 5.0  | IC   | 大竹IC   | 台31号線        |                        | 桃園市 | 蘆竹区 |
| 8.6  | JCT  | 空港JCT  | 高速道路1号     |                        | 桃園市 | 桃園区 |
| 11.6 | IC   | 南桃園IC |                 |                        | 桃園市 | 桃園区 |
| 18.5 | IC   | 大湳IC   | 県道110号線乙線 |                        | 桃園市 | 八徳区 |
| 20.4 | JCT  | 鶯歌JCT  | 国道3号線       |                        | 新北市 | 鶯歌区 |

| インターチェンジ | 5ヶ所 |
| ジャンクション   | 2ヶ所 |
| 料金所           | なし  |
| 休憩所           | なし  |
| トンネル         | なし  |

## 車線・最高速度
| 區間            | 車線 東向+西向=東西向 | 最高速度 | 備考 |
| --------------- | --------------------- | -------- | ---- |
| 空港端─空港JCT  | 4+4=8                 | 100km/h  |      |
| 空港JCT─鶯歌JCT | 3+3=6                 | 100km/h  |      |